# Wartowo
Wartowo [pronunciación en polaco: /varˈtɔvɔ/]  es un pueblo ubicado en el distrito administrativo de Gmina Wolin, dentro del Condado de Kamień, Voivodato de Pomerania Occidental, en el norte de Polonia occidental. Se encuentra aproximadamente a 13 kilómetros al norte de Wolin, a 11 kilómetros al oeste de Kaeń Pomorski, y a 60 kilómetros al norte de la capital regional Szczecin.
El pueblo tiene una población de 10 habitantes.